# Tournoi d'ouverture du championnat du Panama de football 2007
Navigation
Saison précédente Saison suivante
Le Tournoi Apertura 2007 est le premier tournoi saisonnier disputé au Panama.
C'est cependant la 20e fois que le titre de champion du Panama est remis en jeu.
Lors de ce tournoi, le San Francisco FC a tenté de conserver son titre de champion du Panama face aux neuf meilleurs clubs panaméens.
Chacun des dix clubs participant était confronté deux fois aux neuf autres équipes. Puis les quatre meilleurs se sont affrontés lors d'une phase finale à la fin du tournoi.
Il n'y avait aucune place qualificative pour une compétition intercontinentale.

## Les 10 clubs participants
| \| Panama City : Alianza FC Chorrillo FC CD Plaza Amador Tauro FC Panama City Deportivo Árabe Unido Chepo FC Atlético Chiriquí Panama City San Francisco FC Sporting San Miguelito Panama City Atlético Veragüense \| Localisation des clubs. |
| Panama City : Alianza FC Chorrillo FC CD Plaza Amador Tauro FC Panama City Deportivo Árabe Unido Chepo FC Atlético Chiriquí Panama City San Francisco FC Sporting San Miguelito Panama City Atlético Veragüense                               |

| Club                     | Stade                        | Capacité          | Ville                |
| Alianza FC               | Stade Camping Resort         | 1 500             | Panama City          |
| Deportivo Árabe Unido    | Stade Armando Dely Valdes    | 4 000             | Colón                |
| Chepo FC                 | Stade José de la Luz         | 300               | Chepo                |
| Atlético Chiriquí        | Stade San Cristóbal          | 2 500             | David                |
| Chorrillo FC             | Stade Municipal de Balboa    | 2 000             | Panama City          |
| CD Plaza Amador          | Stade Rommel Fernández       | 32 000            | Panama City          |
| San Francisco FC         | Stade Agustín Sánchez        | 3 040             | La Chorrera          |
| Sporting San Miguelito   | Parc des sports de los Andes | 300               | San Miguelito        |
| Tauro FC                 | Camp Giancarlo Gronchi       | Capacité inconnue | Panama City          |
| Atlético Veragüense (en) | Stade Áristocles Castillo    | 700               | Santiago de Veraguas |

## Compétition
Le tournoi Apertura se déroule de la même façon que les tournois des championnats précédents, en deux phases :
- La phase de qualification : les dix-huit journées de championnat.
- La phase finale : les matchs aller-retour allant des demi-finales à la finale.

### Phase de qualification
Lors de la phase de qualification les dix équipes affrontent à deux reprises les neuf autres équipes selon un calendrier tiré aléatoirement.
Les quatre meilleures équipes sont qualifiées pour les demi-finales.
Le classement est établi sur le barème de points classique (victoire à 3 points, match nul à 1, défaite à 0).
Le départage final se fait selon les critères suivants :
- Le nombre de points.
- La différence de buts générale.
- Le nombre de buts marqué.

### Classement
| Rang | Équipe                   | Pts | J  | G  | N | P  | Bp | Bc | Diff |
| ---- | ------------------------ | --- | -- | -- | - | -- | -- | -- | ---- |
| 1    | Tauro FC                 | 38  | 18 | 11 | 5 | 2  | 37 | 15 | +22  |
| 2    | Deportivo Árabe Unido    | 30  | 18 | 9  | 3 | 6  | 26 | 20 | +6   |
| 3    | San Francisco FC (T)     | 29  | 18 | 9  | 2 | 7  | 25 | 17 | +8   |
| 4    | Chorrillo FC             | 28  | 18 | 8  | 4 | 6  | 29 | 25 | +4   |
| 5    | Chepo FC (P)             | 28  | 18 | 8  | 4 | 6  | 27 | 27 | 0    |
| 6    | Atlético Chiriquí        | 25  | 18 | 7  | 4 | 7  | 24 | 13 | +11  |
| 7    | CD Plaza Amador          | 21  | 18 | 5  | 6 | 7  | 21 | 25 | -4   |
| 8    | Sporting San Miguelito   | 20  | 18 | 5  | 5 | 8  | 17 | 20 | -3   |
| 9    | Alianza FC               | 17  | 18 | 5  | 2 | 11 | 25 | 36 | -11  |
| 10   | Atlético Veragüense (en) | 15  | 18 | 4  | 3 | 11 | 23 | 46 | -23  |

| Légende : Qualifications et relégations | Légende : Qualifications et relégations             |
| --------------------------------------- | --------------------------------------------------- |
|                                         | Qualifié pour les demi-finales                      |
|                                         | (T) : Tenant du titre (P) : Promu de la saison 2006 |

#### Matchs
| Résultats (▼dom., ►ext.)                                   | Ali | Ára | Chi | Ver | Che | Cho | Pla | San | Spo | Tau |
| Alianza FC                                                 |     | 2-1 | 0-4 | 5-2 | 2-2 | 0-1 | 0-2 | 2-1 | 1-2 | 2-3 |
| Deportivo Árabe Unido                                      | 0-1 |     | 1-1 | 6-1 | 2-1 | 1-3 | 3-1 | 0-2 | 0-0 | 0-0 |
| Atlético Chiriquí                                          | 3-2 | 0-1 |     | 2-0 | 2-0 | 1-1 | 3-3 | 1-2 | 1-0 | 1-2 |
| Atlético Veragüense (en)                                   | 2-1 | 1-2 | 0-0 |     | 2-2 | 2-1 | 1-2 | 0-2 | 1-0 | 1-3 |
| Chepo FC                                                   | 1-0 | 2-1 | 3-1 | 6-3 |     | 0-2 | 2-1 | 2-0 | 0-0 | 0-0 |
| Chorrillo FC                                               | 4-2 | 0-1 | 1-0 | 2-1 | 4-1 |     | 2-2 | 1-2 | 0-1 | 1-4 |
| CD Plaza Amador                                            | 1-1 | 0-2 | 0-2 | 2-3 | 2-3 | 0-0 |     | 1-0 | 2-1 | 0-0 |
| San Francisco FC                                           | 2-1 | 1-2 | 4-1 | 4-2 | 2-0 | 0-1 | 0-0 |     | 2-0 | 0-1 |
| Sporting San Miguelito                                     | 1-2 | 0-2 | 0-1 | 1-1 | 1-2 | 3-3 | 2-1 | 1-0 |     | 3-0 |
| Tauro FC                                                   | 4-1 | 4-1 | 3-0 | 5-0 | 2-0 | 4-2 | 0-1 | 1-1 | 1-1 |     |
| - Victoire à domicile - Match nul - Victoire à l'extérieur |     |     |     |     |     |     |     |     |     |     |

### La phase finale
Les quatre équipes qualifiées sont réparties dans le tableau final d'après leur classement général.
En cas d'égalité sur la somme des deux matchs, c'est l'équipe ayant marqué le plus de buts à extérieur qui l'emporte puis une prolongation et une séance de tirs au but ont éventuellement lieu.

#### Tableau
|  | 1/2 finale            | 1/2 finale            | 1/2 finale       | 1/2 finale | 1/2 finale | 1/2 finale |          |     | Finale | Finale | Finale | Finale | Finale |  |
|  |                       |                       |                  |            |            |            |          |     |        |        |        |        |        |  |
|  |                       |                       |                  |            |            |            |          |     |        |        |        |        |        |  |
|  |                       |                       |                  |            |            |            |          |     |        |        |        |        |        |  |
|  | Chorrillo FC          | Chorrillo FC          | (4)              | 0          | 1          |            |          |     |        |        |        |        |        |  |
|  | Chorrillo FC          | Chorrillo FC          | (4)              | 0          | 1          |            |          |     |        |        |        |        |        |  |
|  | Tauro FC              | Tauro FC              | (1)              | 1          | 1          |            |          |     |        |        |        |        |        |  |
|  | Tauro FC              | Tauro FC              | (1)              | 1          | 1          | Tauro FC   | Tauro FC | (1) | 2      |        |        |        |        |  |
|  |                       |                       |                  |            |            |            | Tauro FC | (1) | 2      |        |        |        |        |  |
|  |                       | San Francisco FC      | San Francisco FC | (3)        | 0          |            |          |     |        |        |        |        |        |  |
|  | San Francisco FC      | San Francisco FC      | San Francisco FC | (3)        | 0          | (3)        | 1        | 1   | 0(3)   |        |        |        |        |  |
|  | San Francisco FC      | San Francisco FC      |                  |            |            | (3)        | 1        | 1   | 0(3)   |        |        |        |        |  |
|  | Deportivo Árabe Unido | Deportivo Árabe Unido | (2)              | 1          | 1          | 0(0)       |          |     |        |        |        |        |        |  |
|  | Deportivo Árabe Unido | Deportivo Árabe Unido | (2)              | 1          | 1          | 0(0)       |          |     |        |        |        |        |        |  |

#### Demi-finales
| Club             | Aller | Retour | Club                  | Commentaire       |
| Chorrillo FC     | 0-1   | 1-1    | Tauro FC              |                   |
| San Francisco FC | 1-1   | 1-1    | Deportivo Árabe Unido | Tirs au but : 3-0 |

#### Finale
| 27 mai 2007 | Tauro FC                             | 2:0 | San Francisco FC | Stade Rommel Fernández |
|             | Alberto Skinner · Juan de Dios Pérez |     |                  |                        |

## Bilan du tournoi
| Tableau d'Honneur     |           |
| Compétition           | Vainqueur |
| Tournoi Apertura 2007 | Tauro FC  |

## Statistiques

### Buteurs
| Rang | Nom              | Équipe       | Buts |
| 1    | Edwin Aguilar    | Tauro FC     | 14   |
| 2    | César Medina     | Alianza FC   | 12   |
| 3    | Gabriel Torres   | Chepo FC     | 11   |
| 4    | Alejandro Dawson | Chorrillo FC | 9    |
| 5    | 2 joueurs        | 2 joueurs    | 7    |